# 无锡庆丰股份有限公司
无锡庆丰股份有限公司，曾名庆丰纱厂、庆丰纺织公司、国营无锡市第二棉纺织厂、庆丰集团有限公司，是中华人民共和国江苏省无锡市的一个纺织公司，曾为上海证券交易所上市公司，后退市。

## 沿革
1922年，唐保谦、蔡缄三集资80万银元，在周山浜购地65亩，置纱锭14800枚，布机250台，建立庆丰纺织公司，主要生产“双龟”牌棉纱。侵华日军攻入无锡后，工厂遭受破坏。1947年恢复。1955年实现公私合营。1966年，改名国营无锡市第二棉纺织厂，主要生产防羽绒坯布和针织、色织等高档纺纱线。1996年，更名为庆丰集团有限公司。1999年，进行资产重组和股份制改造，成为国联纺织的旗下公司。2003年，无锡庆丰股份有限公司在上海证券交易所挂牌上市（600576）。2005年，公司面临严重金融问题，并撤消庆丰集团。2006年6月，万好万家与国联纺织签署股份转账协议，同年8月10日，交易获得国务院国有资产监督管理委员会批复。同年12月25日，浙江万好万家实业股份有限公司借壳上市。